# Der Held von Mindanao
Der Held von Mindanao ist ein US-amerikanischer Kriegsfilm des Regisseurs Fritz Lang aus dem Jahr 1950. Das Drehbuch basiert auf dem Roman American Guerrilla in the Philippines (1945) von Ira Wolfert. Die Erstaufführung in Deutschland fand am 30. Mai 1952 statt.

## Handlung
Der Zweite Weltkrieg im Pazifik im Sommer 1942. Ein amerikanisches Torpedoboot wird von japanischen Flugzeugen angegriffen und zerstört. Die Überlebenden, unter ihnen der Fähnrich Palmer, erreichen das Ufer. Dort sollen sie sich in kleine Gruppen aufteilen. Zusammen mit seinem Kameraden Mitchell trifft Palmer auf Colonel Benson. Der hat von General Douglas MacArthur den Befehl, so bald wie möglich zu kapitulieren.
Palmer begegnet Jeanne Martinez. Die Französin ist mit dem philippinischen Pflanzer Juan verheiratet. Palmer gibt ihr medizinische Unterstützung bei einer schwangeren Frau. Jeanne beschwört Palmer zu bleiben und zu kämpfen. Doch Palmer kauft ein Segelboot und heuert eine Mannschaft an, um Australien zu erreichen. Als das Boot sinkt, wird die Besatzung von Miguel, einem philippinischen Widerstandskämpfer, gerettet. Die Amerikaner entgehen einer Gefangennahme. Palmer trifft wieder auf Jeanne, diesmal auch auf ihren Mann Juan, der heimlich den Widerstand unterstützt.
Palmer erhält den Befehl, auf den Philippinen zu bleiben. Er soll den Widerstandskämpfern helfen, ein Spionagenetzwerk aufzubauen. Nachdem Juan zu Tode gekommen ist, schließt sich Jeanne dem Widerstand an. Wieder kommt sie mit Palmer in Kontakt, diesmal verlieben sich die beiden.
Palmer, Mitchell, Jeanne und die philippinischen Kämpfer können drei Jahre lang den Japanern ausweichen und sie bekämpfen. Doch dann geraten sie in einer Kirche mit einer japanischen Patrouille zusammen. Es kommt zu einem Kampf, bei dem die Niederlage von Palmer und seinen Leuten besiegelt zu sein scheint. Amerikanische Flugzeuge jagen über den Himmel, es sind Explosionen zu hören. Die Japaner fliehen, die Gruppe kann sich in Sicherheit bringen.

## Hintergrund
Der Film der 20th Century Fox wurde auf den Philippinen gedreht.
Jack Elam ist hier in seiner neunten Filmrolle zu sehen, noch genauer: in seiner fünften Rolle, die im Abspann erwähnt wird. Der 2003 gestorbene Westernveteran wirkte in 200 Filmen mit. Für die Französin Micheline Presle war es die zweite Arbeit in Hollywood.
Für die Ausstattung des Filmes waren die mehrfach oscarprämierten Lyle R. Wheeler, Stuart A. Reiss und Thomas Little verantwortlich, für die Kostüme der Oscar-Preisträger Travilla, der von Charles Le Maire unterstützt wurde. Die Spezial-Effekte fertigte Oscargewinner Fred Sersen. Auch die musikalische Leitung lag in preisgekrönten Händen, und zwar in denen von Lionel Newman.

## Kritiken
„Alles andere als ein ernstzunehmender Kriegsfilm, stellen sich die Ereignisse als patriotisch gefärbte Kinoabenteuer im Stil eines in knalligen Farben inszenierten Western dar. Eine lieblose Auftragsarbeit, die in keinem Moment die persönliche Handschrift Fritz Langs verrät.“

## Belege
1. ↑  Der Held von Mindanao. In: Lexikon des internationalen Films. Filmdienst, abgerufen am 22. März 2025.